# 송정사 소장 고문서
송정사 소장 고문서는 대한민국 전라남도 영암군 서호면 화송리에 있다. 2012년 5월 21일 영암군의 향토문화유산 제6호로 지정되었다.

## 개요
송정사 고문서는 총 146점으로 홍패 2, 고신 11, 공명첩 1, 소지 20, 준호구 14, 호구단자 78, 분재기 9, 차첩 1, 품고 1, 매매명문 9점이다. 
영암의 중요 성씨 중의 하나인 밀양 김씨가의 영암 입향과정, 정착, 성장등을 살펴볼 수 있는 문서이다.
오랜 기간인 300여 년간의 문서가 남아 있어 영암의 조선후기 향촌 사회를 살펴볼 수 있는 귀중한 자료이다.